# إينوسنت الثاني عشر
البابا إينوسنت الثاني عشر (باللاتينية: Innocentius XII) ـ (13 مارس 1615 ـ 27 سبتمبر 1700) هو بابا الكنيسة الكاثوليكية في الفترة من 12 يوليو 1691 إلى وفاته سنة 1700.
ولد في سبيناتسولا باسم أنطونيو بينياتيللي (بالإيطالية: Antonio Pignatelli) لأسرة أرستقراطية في مملكة نابولي أنجبت العديد من الولاة ووزراء التاج. وتعلم في الكوليجيو رومانو ليحصل على درجتي دكتوراه في القانونين المدني والكنسي، وفي العشرين من عمره التحق ببلاط البابا أوربان الثامن، ثم عُين في ديوان التحقيق بمالطة بين عامي 1646 و1649، ولم يلبث بعدها إلا قليلًا حتى رُسم كاهنًا.
وفي سنة 1691، انتُخب بينياتيللي للبابوية بعد خمسة أشهر من وفاة البابا ألكسندر الثامن، وبعد خلاف طويل بين الأحزاب الكنسية، وتوج في 15 يوليو 1691. وقد عارض إينوسنت الثاني عشر منذ بداية حبريته كل صور محاباة الأقارب التي شابت حكم من سبقوه من البابوات، وأصدر في العام التالي لانتخابه مرسومًا بابويًا يحظر تعيين البابوات لأقاربهم في رتبة الكاردينال، ويمنع البابوات من منح أي عقارات أو مناصب أو عوائد لأقاربهم.
يُعرف إينوسنت الثاني عشر بأنه آخر بابا ملتحٍ في تاريخ الكنيسة الكاثوليكية حتى اليوم.

## روابط خارجية
- إينوسنت الثاني عشر على موقع الموسوعة البريطانية (الإنجليزية)
- إينوسنت الثاني عشر على موقع إن إن دي بي (الإنجليزية)